# نادي موناكو
جمعية موناكو الرياضية لكرة القدم (بالفرنسية: Association sportive de Monaco football club)، وغالباً ما يعرف اختصاراً باسم نادي موناكو (بالفرنسية: AS Monaco)، هو نادي كرة قدم فرنسي محترف تأسس بتاريخ 23 أغسطس 1924 بمدينة موناكو في فرنسا. يلعب في الدوري الفرنسي الدرجة الأولى منذ عام 2013 بعدما صعد من دوري الدرجة الثانية. وصل الفريق للدوري الدرجة الأولى في موسم 1953–54، أي بعد 20 سنة من تأسيسه. وفاز النادي من ذلك الوقت بـ 26 بطولة محلية وقارية. محلياً، فاز موناكو ببطولة الدوري الفرنسي الدرجة الأولى 8 مرات، وبالدوري الدرجة الثانية مرة واحدة، وبكأس فرنسا 5 مرات، وبكأس الأبطال الفرنسي 4 مرات، وبكأس الرابطة الفرنسية مرة واحدة، وبكأس فرنسا للهواة 3 مرات، وأخيراً بكأس تشارلز دراغو مرة واحدة. بينما على الصعيد القاري، لم يفوز موناكو بأي بطولة أوروبية، لكنه حل وصيفاً مرة واحدة بكل من المسابقات التالية؛ دوري أبطال أوروبا (في 2004) وكأس الكؤوس الأوروبية (في 1992). وبهذا يعد أحد أنجح الأندية الفرنسية، حيث أنه أكثرها تتويجاً بالألقاب بـ26 لقباً.
يلعب الفريق مبارياته الرسمية على ملعب ملعب لويس الثاني (بالفرنسية: Stade Louis II)، الذي أنشأ في عام 1939م وأعيد بنائه في بداية الثمانينيات من القرن الماضي وتم فتحه بالكامل في عام 1985، والذي تبلغ سعتة الأجمالية حوالي 18,523 متفرج. ويطلق على نادي لقب (بالفرنسية: Les Monégasques) والذي يعني مواطنو موناكو ولقب (بالفرنسية: Les Rouges et Blancs) والذي يعني الأحمر والأبيض، ولهذا فإن اللونين الأحمر والأبيض هما اللونان الأساسيين لقمصان الفريق. يتشارك كل من موناكو ونادي نيس في الشعور العدائي بينهم في مجال كرة القدم، فتعتبر مباريات الفريقين من ديربيات كرة القدم في فرنسا، وتعرف باسم ديربي كوت دازور (بالفرنسية: Derby de la Côte d'Azur).
يعد موناكو عضو برابطة الأندية الأوروبية. في ديسمبر من عام 2011، استحوذ الملياردري الروسي دميتري ربولوفليف على 66.67% من النادي في الوقت الذي كان يشارك يلعب موناكو في الدوري الدرجة الثانية. ويتم بعدها تعيين الأيطالي كلاوديو رانييري في الموسم الذي يليه، ويفوز موناكو ببطولة الدوري الدرجة الثانية، ويصعد أثرها لدوري الدرجة الأولى. ويفوز بلقب لدوري الفرنسي في موسم 2016–17 لأول مره منذ 17 عاماً.

## تاريخ النادي

### التأسيس والبدايات
تأسست جمعية موناكو الرياضية لكرة القدم على 1 أغسطس 1919 بعد اندماج خمس مؤسسات من امارة موناكو وقد تشكل أول نادي للكرة القدم في 23 أغسطس 1924 وفي موسم 1924\1925 لعب نادي موناكو أول بطولة في تاريخه ولكن لم يكن كما يتمنى محبي موناكو حيث هبط الفريق للدرجة الثانية منذ أول موسم ولكنه استطاع العودة في السنوات القادمة. على الرغم من تحقيق موناكو أول فوز له في تاريخ النادي في مباراة رسمية على نادي نيس، في 3 سبتمبر 1933 ضمن منافسات دوري الدرجة الثانية. وعلى الرغم من ذلك لم يتم احتساب هذا الفوز، وليصبح بذلك أول فوز في مباراة رسمية بتاريخ النادي هو الفوز الذي حققه موناكو على نادي ليون بنتيجة 5-1 بعد بضعة أسابيع من ذلك الفوز. وعلى الرغم من البداية الجيدة في ذلك الموسم الا أن الفريق كان على وشك الصعود للدرجة الأولى ولكن أنتهى الحلم بعد الخسارة من سانت ايتيان بنتيجة 4-2. في موسم 1936\1937 تم افتتاح أول استاد رسمي للنادي والذي يدعى استاد لويس الثاني والذي يعد إلى الآن ملعب الفريق حالياً.
في موسم 1947\1948 ما بعد الحرب العالمية الثانية فاز النادي بدوري جنوب الشرق بالدرجة الثانية، وجاء أول فوز في الموسم التالي على نادي ليون بنتيجة 5-1 إلا أن نهاية الموسم كانت بهبوط الفريق من جديد، بعد ذلك بخمس سنوات أستطاع النادي الوصول وللمرة الأولى إلى الدرجة الأولى الفرنسي لكرة القدم. وفي 23 أغسطس 1953 لعب موناكو أول مباراة رسمية في الدرجة الأولى ضد تولوز وقد خسر تلك المبارة وانهى موناكو موسمه الأول في الدرجة الأولى بالمركز العاشر، وفي موسم 1959\1960 أستطاع النادي أن يحقق أول بطولة في تاريخه بعد أن فاز بكأس فرنسا، بعد نهائي مثير للغاية ضد سانت ايتيان انتهى بفوز موناكو بالوقت الإضافي 4-2.

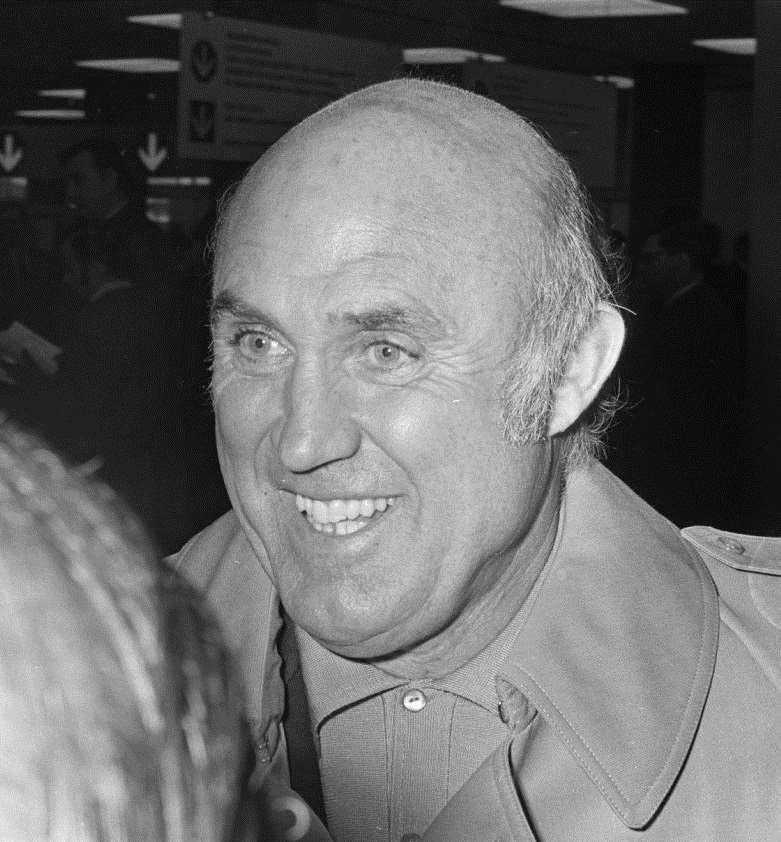
لوسيان لوديك قاد موناكو للتويج بثلاثة ألقاب دوري و لقبين كأس.

### النادي في الستينات
في موسم 1960\1961 شهد تتويج نادي موناكو ولاول مرة في تاريخه بلقب الدوري الفرنسي، بعد عناء كبير وتتويج بفارق نقطة واحدة فقط عن راسينغ باريس وبذلك يتأهل موناكو للعب المنافسات الاوربية لأول مرة في تاريخه الموسم المقبل. في موسم 1961\1962 شارك موناكو لأول مرة في بطولة كأس أوروبا (دوري أبطال أوروبا) وخرج موناكو من المرحلة الأولى بعد خسارته من نادي رينجرزالاسكتلندي بنتيجة 3-2 ذهاباً واياباً. في موسم 1962\1963 حقق نادي موناكو الثنائية التاريخية للمرة الأولى والوحيدة في تاريخه، بعد فوزه بلقب الدوري الفرنسي بتفوقه على نادي ستاد ريمس بثلاث نقاط فقط. وفاز موناكو في نهائي كأس فرنسا بعد تفوقه في النهائي على أولمبيك ليون بنتيجة 2-0، بعد نهاية ذلك الموسم وعلى الرغم من الإنجاز التاريخي غادر المدرب الفرنسي لوسيان لوديك وكثير من الاعبين المميزين الفريق متجهين إلى فرق أكبر.
في موسم 1963\1964 على الرغم من كون الفريق وصيفاً للدوري ووصول الفريق إلى المرحلة الثانية بكأس أوروبا قبل خروجه من نادي انتر ميلان الإيطالي الا ان الموسم لم يكن مرضياً للجماهير مقارنة لما تم تقديمه في الموسم السابق، الا أن ذلك الموسم كان بداية العودة إلى الإخفاق من جديد حيث مرت الخمس سنوات المتبقية في فترة الستينات بمستوى متذبب للفريق لم ينتج عنه الفوز بأي لقب.

### فترة السبعينات
في خلال فترة السبعينات كان هناك تأرجح بين الدرجة الأولى والدرجة الثانية لموناكو حيث بدأ موسم 1971\1972 بدوري الدرجة الأولى ولكن بسبب انخفاض المستوى العالي هبط في الموسم التالي إلى دوري الدرجة الثانية الفرنسي بموسم 1972\1973. ولكن استطاع العودة إلى دوري الاضواء وبقي هناك لمدة ثلاث مواسم متتالية لم تسفر عن أي انجازات سوى الوصول إلى نهائي كأس فرنسا في عام 1974 والذي خسره موناكو ضد سانت إتيان. في موسم 1974\1975 هبط موناكو من جديد إلى دوري الدرجة الثانية ولكنه ظل موسم واحد فقط في الدرجة الثانية وعاد مباشرة الدوري الدرجة الأولى، ولكنه عاد وبقوة هذه المرة حيث استطاع تحقيق المفاجآة وتحقيق لقب الدوري الفرنسي للمرة الثالثة في تاريخه موسم 1977\1978 بعد تفوقه على ناتس بفارق نقطة واحدة فقط. ويعد هذا بفضل الرئيس الشاب جان لوي والمدرب لوسيان لوديك والكابتن جان بيتي.
في الموسم التالي لم يكن على حسن الامنيات فقد خرج الفريق من كأس أوروبا من الدور الأول من فريق مانامو السويدي وحصل الفريق على المركز الرابع بالدوري الفرنسي، متخلفاً عن صاحب المركز الأول بـ 12 نقطة.
و في الموسم الموالي 1979\1980 لم أفضل من السابق في بطولة الدوري حيث احتل موناكو المركز الرابع كذلك ولكنه حفظ ماء وجهه في ذلك الموسم بفوزه بلقب كأس فرنسا للمرة الثالثة في تاريخه بعد فوزه على نادي أورليانز في المبارة النهائية بنتيجة 1-3.

### فترة الثمانينات
بدأ موسم 1980\1981 بشكل لا بأس به للفريق حيث حصل على المركز الرابع في الدوري الفرنسي واستطاع بذلك التأهل إلى بطولة كأس الاتحاد الاوربي. في الموسم التالي 1981\1982 خرج الفريق مبكراً من بطولة كأس الاتحاد الاوربي بعد خسارته من أحد الفرق الاسكتلندية، ولكن في بطولة الدوري الفرنسي كان الامر مختلفاً حيث توج الفريق بالدوري للمرة الرابعة في تاريخه بعد تفوقه بفارق نقطة واحدة عن غريمه سانت إتيان. في الموسم التالي كان مخيباً للامال حيث خرج الفريق من الدور الأول من كأس أوربا على يد فريق سيسكا سيبتمبر فلاج البلغاري، وفوق ذلك حصل النادي على المركز السادس في الدوري. في موسم 1983\1984 كان جيد للغاية لموناكو ومع ذلك كان خيبة آمل كبيرة لكل أعضاء وجماهير النادي، حيث حصل موناكو على المركز الثاني بالدوري الفرنسي رغم تعادل النقاط بينه وبين صاحب المركز الأول نادي بوردو برصيد 54 نقطة ولكن بوردو يتفوق بفارق الاهداف مما اعطاه لقب الدوري، وفي بطولة الكأس خسر نهائي الكأس ضد نادي ميتز وفي خلال الوقت الإضافي بنتيجة 2-0.

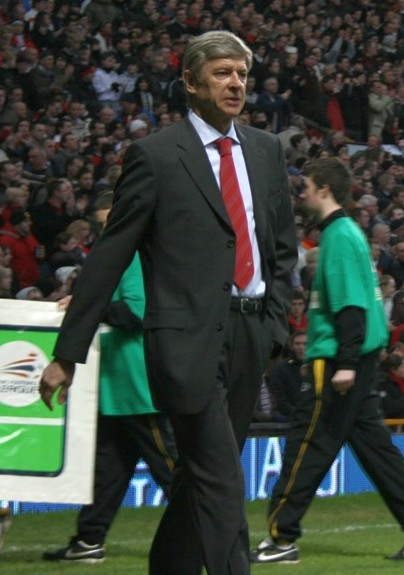
أرسين فينغر قاد الفريق للفوز بالدوري الفرنسي موسم 1987–88، في فترة شهدت الكثير من الاعبين المميزين.

في موسم 1984\1985 اعاد افتتاح ملعب لويس الثاني الذي يعد جوهرة معماري والذي يتسع 20000 متفرج، وقد عاد موناكو لبطولة الكأس وحقق البطولة هذه المرة بعد فوزه بهدف نظيف على نادي باريس سان جرمان، وفي بطولة الدوري نال موناكو المركز الثالث ليتأهل النادي لكأس الاتحاد الاوربي مرة أخرى، بينما في كأس الاتحاد الاوربي خرج موناكو كالعادة من الدور الأول بعد خسارته من نادي سيسكا صوفيا البلغاري. بعد موسمين بدون ألقاب تعاقد النادي مع المدرب المغمور أرسن فينجر في موسم 1987\1988 ليشكل حقبة جديدة لنادي موناكو حيث أستطاع ومن أول موسم له تحقيق لقب الدوري الفرنسي وللمرة الخامسة في تاريخ النادي وبفارق 6 نقاط عن صاحب المركز الثاني بوردو.
و في الموسم التالي شارك موناكو بـ كأس أوربا وقد كانت هذه المشاركة مختلفة تماماً عن المشاركات السابقة حيث تجاوز الدور الأول وبعد فوزه على نادي فالور الايسلندي ثم أقصى نادي كلوب بروج البلجيكي قبل أن تتوقف مغامرة موناكو عند الدور الربع النهائي بعد أن اقصاه نادي غالطة سراي التركي في ذلك الدور. بينما في بطولة الدوري فقد حصل على المركز الثالث وفي بطولة الكأس حصل المركز الثاني بعد خسارته في النهائي أمام اولمبيك مارسيليا بنتيجة 4-3. في موسم 1989\1990 شارك موناكو في بطولة كأس الاتحاد الاوربي واستطاع أن يتألق في هذه البطولة حيث ازاح فرق من البرتغال وألمانيا وإسبانيا ليصل إلى الدور النصف النهائي قبل أن يصطدم بنادي سامبيدوريا ويخرجه من الدور النصف النهائي. وفي بطولة الدوري كما كان حال الموسم السابق نال الفريق المركز الثالث.

### فترة التسعينات
في الموسم التالي 1990\1991 بات موناكو من أحد الفرق الاقوى في فرنسا فأصبح منافس في كل موسم على بطولة الدوري واصبح اسمه معروفاً في أوروبا لمشاركاته الدائمة في كأس الاتحاد الاوربي، وفي ذلك الموسم استطاع الفريق تحقيق كأس فرنسا للمرة الخامسة والاخيرة في تاريخه بعد فوزه على مارسيليا بهدف نظيف قاتل بالدقيقة 90'. كان ذلك آخر لقب في حقبة آرسين فينجر فقد مرت المواسم التالي لموناكو دون تحقيق أي لقب. موسم 1991\1992 حقق موناكو كالعادة المركز الثاني ليتذوق مرارة الوصافة مرة أخرى ولكن في بطولة كأس الاتحاد الاوبي كان الابداع بطريقة أخرى هذه المبارة حيث استطاع الفريق إلى الوصول إلى نهائي كأس الاتحاد الاوبي حيث أزاح في طريقه اندية كبيرة مثل روما الإيطالي وفينورد الهولندي قبل خسارته في الناهئي من نادي بيرمن الألماني 2-0. بعد وصافة أوروبا وفرنسا جاء الدور على بطولة الكأس ليكون وصيفاً لبطولة الكأس أيضًَا. موسم 1992\1993 نال موناكو المركز الثالث وفي موسم 1993\1994 تراجع اداء الفريق بشكل كبير جداً ليحصل على المركز التاسع في مفاجآة كبيرة. وفي الموسم التالي 1994\1995 لم يكن موسما جيدا لموناكو حيث تمت اقالة المدرب ارسين فينجر بالمدربين الثنائي جان بيتيت وجان لوك الذان قادا الفريق إلى المركز السادس والوصول إلى كأس الاتحاد الاوربي.

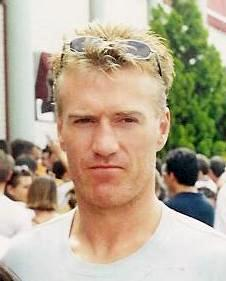
ديديه ديشامب مدرب موناكو من 2001 إلى 2005

في يونيو 1995 تم تعيين جان تيجانا والذي قاد موناكو إلى المركز الثالث في الدوري الفرنسي موسم 1995\1996 ليقوده إلى كأس الاتحاد الاوربي الذي غادره من دوره الأول في ذلك الموسم. ولكن في موسم 1996\1997 كان من أحد أفضل المواسم لموناكو على الإطلاق فقد حقق الدوري الفرنسي للمرة السادسة في تاريخه بفارق كبير من النقاط عن منافسيه. ولم يكتفي بذلك فقط رجال جان تيجانا حيث أستطاع الوصول إلى الدور النصف نهائي في بطولة كأس الاتحاد الاوربي قبل يوقف مغامرته نادي انتر ميلان الإيطالي بعد فوزه على موناكو بنتيجة 3-2 بمجموع المبارتين. بعد التألق في بطولة كأس الاتحاد الاوربي والوصول إلى دور النصف النهائي شارك موناكو في الموسم التالي بـ دوري أبطال أوروبا 1997-98 بعد غياب طويل وعلى عكس كل التوقعات كان موناكو هو الحصان الأسود في هذه البطولة حيث تصدر موناكو مجموعته ليتأهل للدور الربع النهائي الذي أستطاع فيه اقصاء بطل انجترا مانشستر يونايتد بفارق الاهداف خارج الأرض ليصل للدور النصف النهائي قبل أن يوقفه فريقٌ إيطالي مرة أخرى وهذه المرة كان يوفينتوس هو من هزمه وبنتيجة 6-4 بمجموع المبارتين. في الموسم الموالي 1998\1999 أصبح موناكو قوة اوربية بالفعل حيث شارك بكأس الاتحاد الاوربي ذلك الموسم ولم يستطع أحد ايقافه الا مواطنه مارسيليا بالدور الـ 16 بعد أن هزمه بمجموع المبارتين 3-2 بعد منافسة شرسة بين الطرفين، ومع ذلك لم يكن مُرضياً لادارة موناكو حيث احتل الفريق المركز الرابع في الدوري ليتم الإطاحة بالمدرب جان تيجانا.

### فترة الألفية
موسم 1999\2000 غادر موناكو كأس الاتحاد الاوربي مبكراً من الدور الـ16 على يد ميوركا الإسباني ليصب كل اهتماماته ببطولة الدوري الفرنسي والتي استطاع اخيراً موناكو معانقة البطولة للمرة السابعة في تاريخه بعد غياب عامين. ليعود الفريق مرة أخرى إلى بطولة دوري أبطال أوروبا 2000-01. ولكن هذه المرة كانت مخيبة للامآل عكس المرة السابقة حيث غادر موناكو المسابقة ومن الدور الأول بعد أن تذيل المجموعة الرابعة رغم المنافسة الشديدة بينه وبين الفرق الثلاث الأخرى حيث كان الفارق بينه وبين صاحب المركز الأول 3 نقاطة ليس إلا. موسم 2001\2002 كان فظيعاً بكل ما تحمله الكلمة حيث احتل الفريق المركز 15 ليتفادى فاجعة الهبوط بعد سنوات طويلة من البقاء. ولكن موسم 2002\2003 استعاد النادي عافيته وكاد يتوج بلقب الدوري الفرنسي ولكن نقطة واحدة فقط هي من كانت تبعده عن نادي ليون صاحب المركز الأول ليتحل نادي الامارة المركز الثاني ليتأهل إلى دوري أبطال أوروبا 2003-04.
موسم 2003\2004 وبقيادة المدرب ديديه ديشان ومع مجموعة مميزة من الاعبين كأمثال المهاجم القناص الإسباني فيرناندو مورينتاس والكرواتي برشو والتوجي إيمانويل أديبايور والفرنسيان جيروم روثين وباتريك إيفرا والكثير من الاعبين أستطاع موناكو التألق وبشكل لافت في دوري أبطال أوربا ذلك الموسم. بدأ موناكو البطولة بشكل قوي حيث تصدر مجموعته القوية التي تضم PSV الهولندي وديبورتيفو الإسباني لينتقل بعدها إلى الدور الثمن النهائي ليهزم لوكوموتيف موسكو الروسي. وفي الدور الربع النهائي حقق موناكو مفاجآة كبيرة بعد أن أقصى نادي ريال مدريد الإسباني والذي يمتلك لاعبين كبار امثال رونالدو وزيدان وبيكهام وفيجو على الرغم من خسارته في مباراة الذهاب 4-2 الا ان الفرنسيون عادوا وانتصروا بنتيجة 1-3 ليتفوق موناكو بفارق الاهداف خارج الأرض. واصل موناكو مغامرته وواجه نادي تشيلسي الإنجليزي في الدور النصف النهائي وتغلب عليه في الذهاب وتعادل في الإياب ليتأهل لأول مرة في تاريخه إلى نهائي دوري أبطال أوروبا. لكن للاسف لم يتحقق الحلم وخسر موناكو نهائي دوري الابطال بعد خسارته من نادي بورتو البرتغالي وبنتيجة 3-0 بقيادة المدرب البرتغالي جوزيه مورينيو، وعلى الرغم من الخسارة الا ان موناكو كسب احترام الجميع في أوروبا.

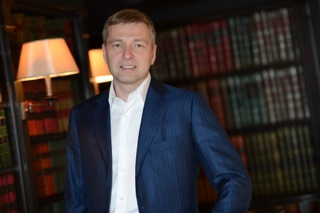
الملياردير الروسي دميتري ريبولوفليف أشترى النادي في 2011 و أصبح من أكثر الاندية أنفاقاً في كرة القدم.

بعد اداء جيد في الموسم السابق رغم عدم تحقيق الالقاب، دخل موناكو الموسم الجديد 2004\2005 مع خروج معظم أهم لاعبيه ومنهم موريانتوس وجوليه وبرشو وروثين وانهى موناكو ذلك الموسم بالمركز الثالث بالدوري الفرنسي ليضمن بذلك الوصول لتصفيات دوري الابطال وفي نفس الموسم بدأ موناكو بداية جيدة في دوري الابطال حيث تصدر مجموعته القوية والتي تضم ليفربول بطل تلك النسخة ولكنه غادر مبكراً هذه المرة من الدور الثاني بعد خسارته من نادي PSV ايندهوفن الهولندي ذهاباً واياباً. في موسم 2005\2006 كان سيئا للغاية حيث خرج موناكو مبكراً من دوري الابطال عندما خسر مواجهته ضد ريال بيتيس الإسباني في التصفيات المؤهلة لدور المجموعات، وفي الدوري حصل على المركز العاشر لتبدأ مرحلة المعاناة من جديد للنادي بعد فترة ذهبية. في الموسم التالي ظل موناكو أحد فرق الوسط في الدوري واحتل المركز التاسع، ففي تلك الفترة كان يعاني الفريق من مشاكل تغير المدربين وكذلك في الرئاسة، حيث كان هناك ثلاث رؤساء في غضون خمسة مواسم. موسم 2007\2008 لم يتغير شيء وظل موناكو يعاني باحثاً عن مركز اوربي أو البقاء في دوري الاضواء، حيث احتل المركز الثاني عشر وفي الموسم التالي احتل المركز الحادي عشر. موسم 2009\2010 تحسن الفريق بعض الشيء واحتل المركز الثامن في الدوري وكاد الفريق على وشك تحقيق بطولة بعد وقت طويل للغاية حيث وصل إلى نهائي كأس فرنسا قبل أن يخسر النهائي وفي الوقت الإضافي ضد باريس سان جرمان وبنتيجة 1-0.

### العقد الثاني من الألفية
موسم 2010\2011 واصل موناكو نتائجه السيئة ولكن في هذه المرة قادته نتائجه إلى اسوء مما كان يتوقع فقد هبط الفريق إلى دوري الدرجة الثانية بعد سنوات طويلة من البقاء مع الكبار وقد احتل موناكو المرتبة الـ 18 متخلفاً بنقطتين عن نيس صاحب المرتبة الـ 17 لتبدأ حينها فترة سيئة جديدة في النادي. بدأ موناكو أول موسم في الدرجة الثانية بشكل سيئ حيث احتل المركز الثامن.
بعد موسم أول في الدرجة الثانية كان سيئا للغاية، تمت اقالة المدرب الإيطالي ماركو سيموني واستبداله بمواطنه المدرب المخضرم كلاوديو رانييري، وقتها أعلن رجال الأعمال الروسي ديمتري ريبولوفليف عن استحواذه على 66.67 بالمئة من أسهم النادي في بداية عام 2012 وتعهد رجل الأعمال البالغ من العمر 45 عاما باستثمار 100 مليون يورو على الأقل في النادي خلال السنوات الاربع القادمة. وفي نهاية الموسم قاد المدرب الإيطالي رانييري موناكو للفوز بلقب الدرجة الثانية والعودة من جديد إلى دوري الدرجة الأولى. ولكن هذه المرة بعزيمة اقوى وأكبر مع الملياردير الروسي دميتري ريبولوفليف.
بعد شراء النادي، قام موناكو بصفقات قوية جداً في صيف 2013 ليس على للبقاء فقط في دوري الاضواء بل من أجل منافسة باريس سان جرمان والفوز بلقب الدوري الفرنسي والمنافسة على دوري أبطال أوروبا في المستقبل. حيث قام النادي بالتوقيع مع الكولمبي راداميل فالكاو مقابل 60 مليون يورو وكذلك التوقيع مع جيمس رودريغيز مقابل 45 مليون يورو والكثير من الصفقات ذلك الموسم والذي بلغ عددها 24 صفقة مقابل 166 مليون يورو. لكن في نهاية المطاف، تم إعارة راداميل فالكاو لنادي مانشستر يونايتد وتم اعارته أيضا لنادي تشيلسي وتم بيع جيمس رودريغيز إلى ريال مدريد مقابل 80 مليون يورو.
وفي موسم 2016/17 حقق موناكو هدفه وهو الفوز بلقب الدوري الفرنسي وايضا في ذلك الموسم وصلوا لنصف نهائي دوري ابطال أوروبا وخرجوا من البطولة على يد يوفنتوس الإيطالي، وفي ذلك الموسم عاد راداميل من اعارته وقدم مستوى ممتاز في ذلك الموسم حيث سجل فالكاو 30 هدف في 43 مباراة وايضا في هذا الموسم تالق الشاب كليان مبابي حيث سجل 26 هدف في 44 مباراة ولكنه تم بيعه في صيف 2017 إلى باريس سان جيرمان غلى سبيل الإعارة وثم الصيف الذي بعده تم بيعه بشكل كامل لباريس مقابل 180 مليون يورو
موسم 2018/19 كان موسما سيئا جدا لموناكو حيث كان ينافس على الهبوط وفي ذلك الموسم تمت اقالة مدربه ليوناردو جارديم وتعيين تييري هنري بداله ولكن سرعان ماعاد جارديم لتدريب موناكو بسبب فترة تييري هنري الفاشلة مع موناكو، وانهى موناكو ذلك الموسم بالمركز ال17 بفارق نقطتين فقط عن صاحب المركز ال18 ديجون

## الملعب

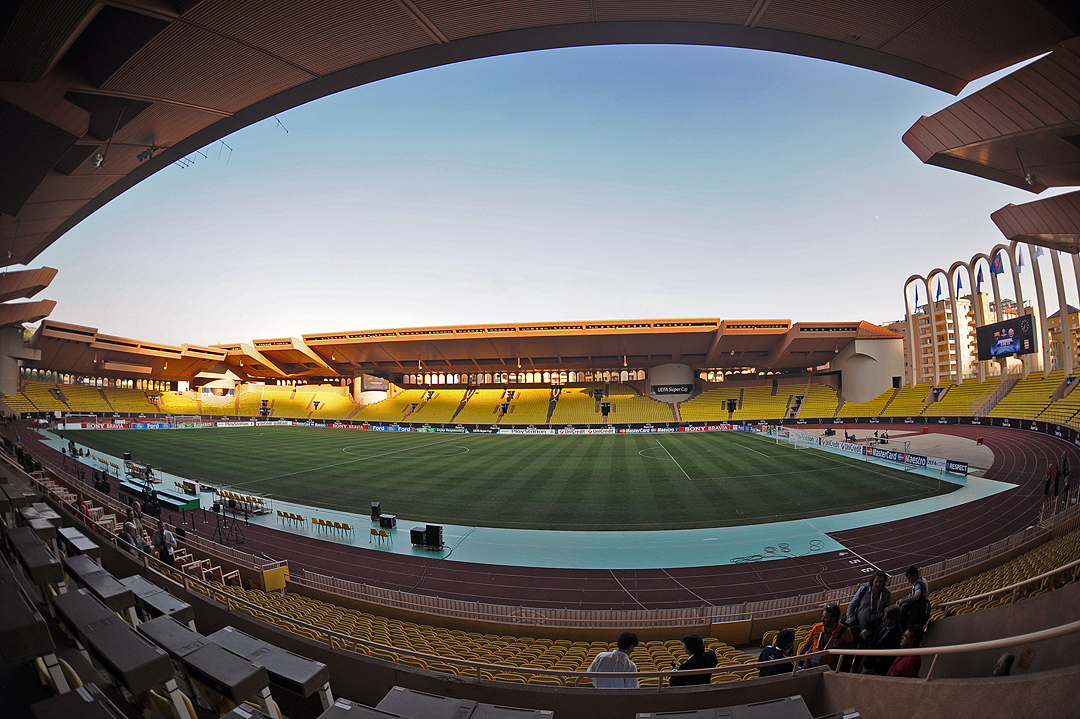
صورة بانورامية لملعب لويس الثاني.

ملعب لويس الثاني (بالفرنسية: Stade Louis II) هو ملعب كرة قدم يقع في إمارة موناكو في فرنسا، وهو الملعب الرسمي لنادي موناكو ومنتخب موناكو الوطني كذلك، ويستع لحضور 18,523 ألف متفرج. بدأت أعمال البناء في منتصف ثلاثينات القرن الماضي وتم افتتاح الملعب في عام 1939م. وفي بداية الثمانينيات من القرن الماضي، تم إعادة تجديد الملعب بالكامل وافتتح بعد تجديده في 25 يناير من عام 1985م.
في السابق كان الملعب يحتضن سنويا مباراة كأس السوبر الأوروبي في الفتزة ما بين 1998 ولغاية 2012. لكن قرر الاتحاد الأوروبي لكرة القدم في 2011 من تغيير النظام وترشيح ملعب في كل سنة، لتكون نسخة كأس السوبر الأوروبي 2012 هي آخر نسخة من بطولات كأس السوبر الأوروبية التي استضافها الملعب. كذلك يحتضن الملعب عدة بطولات منها بطولات ألعاب القوى. سمي الملعب بهذا الاسم نسبة لأمير موناكو لويس الثاني.

## تشكيلة الفريق الحالية

### التشكلية الأساسية
آخر تحديث في 30 أغسطس 2024.

ملاحظة: تشير الأعلام إلى المنتخب بحسب قواعد الأهلية المعتمدة من قبل الفيفا؛ تنطبق بعض الاستثناءات المحدودة. وقد يحمل اللاعبون أكثر من جنسية لا تعترف بها الفيفا.
| الرقم | البلد            | المركز | اللاعب           |
| ----- | ---------------- | ------ | ---------------- |
| 1     | بولندا           | حارس   | رادوسلاو ماجيكي  |
| 2     | البرازيل         | مدافع  | فاندرسون         |
| 4     | هولندا           | مدافع  | جوردان تيزيه     |
| 5     | ألمانيا          | مدافع  | تيلو كيرر        |
| 6     | سويسرا           | مهاجم  | دينيس زكريا      |
| 7     | المغرب           | مهاجم  | إلياس بن صغير    |
| 8     | بلجيكا           | مهاجم  | إليوت ماتازو     |
| 9     | الولايات المتحدة | وسط    | فولارين بالوغون  |
| 10    | روسيا            | مهاجم  | ألكساندر غولوفين |
| 11    | فرنسا            | مهاجم  | ماغنيس أكليوش    |
| 12    | البرازيل         | وسط    | كايو هنريكي      |
| 13    | فرنسا            | حارس   | كريستين ماويسا   |

| الرقم | البلد      | المركز | اللاعب          |
| ----- | ---------- | ------ | --------------- |
| 15    | السنغال    | مهاجم  | لامين كامارا    |
| 16    | سويسرا     | حارس   | فيليب كوهن      |
| 17    | ساحل العاج | مدافع  | ويلفريد سينغو   |
| 18    | اليابان    | وسط    | تاكومي مينامينو |
| 20    | فرنسا      | مهاجم  | كاسوم واتارا    |
| 21    | نيجيريا    | وسط    | جورج إيلنيخينا  |
| 22    | غانا       | مدافع  | محمد ساليسو     |
| 27    | السنغال    | وسط    | كريبان دياتا    |
| 36    | سويسرا     | وسط    | بريل إمبولو     |
| 37    | فرنسا      | وسط    | سفيان ديوب      |
| 50    | فرنسا      | حارس   | إيان لينارد     |
| 88    | فرنسا      | مدافع  | سونكوتو ماكاسا  |

### لاعبون آخرون
ملاحظة: تشير الأعلام إلى المنتخب بحسب قواعد الأهلية المعتمدة من قبل الفيفا؛ تنطبق بعض الاستثناءات المحدودة. وقد يحمل اللاعبون أكثر من جنسية لا تعترف بها الفيفا.
| الرقم | البلد  | المركز | اللاعب           |
| ----- | ------ | ------ | ---------------- |
| —     | المغرب | وسط    | يوسف آيت بن ناصر |
| —     | فرنسا  | مهاجم  | سامويل جراندر    |

### اللاعبون المعارون
- تنتهي إعارة جميع اللاعبين في 30 يونيو 2021.[15]

ملاحظة: تشير الأعلام إلى المنتخب بحسب قواعد الأهلية المعتمدة من قبل الفيفا؛ تنطبق بعض الاستثناءات المحدودة. وقد يحمل اللاعبون أكثر من جنسية لا تعترف بها الفيفا.
| الرقم | البلد    | المركز | اللاعب                              |
| ----- | -------- | ------ | ----------------------------------- |
| —     | فرنسا    | حارس   | لوي بادياشيل (إلى نادي لاس روزاسغ)  |
| —     | البرازيل | حارس   | غابرييل بيريرا (إلى نادي لاتسيو)    |
| —     | ألمانيا  | مدافع  | بنيامين هنريكس (إلى آر بي لايبزيغ)  |
| —     | فرنسا    | مدافع  | جان مارسيلين (إلى سيركل بروج)       |
| —     | فرنسا    | مدافع  | جوليان سيرانو (إلى نادي ليفينغستون) |
| —     | البرازيل | مدافع  | خورخي (إلى نادي بازل)               |
| —     | إيطاليا  | مدافع  | أنتونيو باريكا (إلى فيورنتينا)      |
| —     | فرنسا    | مدافع  | أرتور ديجون (إلى سيركل بروج)        |

| الرقم | البلد       | المركز | اللاعب                                   |
| ----- | ----------- | ------ | ---------------------------------------- |
| —     | فرنسا       | مدافع  | جوليان بيانكوني (إلى سيركل بروج)         |
| —     | غينيا بيساو | وسط    | بيليه (إلى نادي ريو أفيج)                |
| —     | ساحل العاج  | وسط    | جان يوديس ماوريس (إلى نادي ستراسبورغ)    |
| —     | بلجيكا      | وسط    | أدريان بونجوفاني (إلى نادي دين بوستش)    |
| —     | البرتغال    | وسط    | جيل دياز (إلى نادي فاماليساو)            |
| —     | فرنسا       | مهاجم  | ويلسون أيسلوندر (إلى إف سي باستيا بورجو) |
| —     | هولندا      | مهاجم  | أنتوني موسابا (إلى سيركل بروج)           |
| —     | السنغال     | مهاجم  | كيتا بالدي دياو (إلى نادي سامبدوريا)     |

## الإنجازات

### محلياً
- الدوري الفرنسي
  - البطل (8 مرات): 1960–61, 1962–63, 1977–78, 1981–82, 1987–88, 1996–97, 1999–00, 2016–17
  -  الوصافة (7 مرات): 1963–64, 1983–84, 1990–91, 1991–92, 2002–03, 2013–14، 2017–18
- الدوري الفرنسي الدرجة الثانية
  - البطل (مرة واحدة): 2012–13
  -  الوصافة (3 مرات):1952–53, 1970–71, 1976–77
- كأس فرنسا
  - البطل (5 مرات): 1959–60, 1962–63, 1979–80, 1984–85, 1990–91
  -  الوصافة (4 مرات): 1973-74, 1984–84, 1988–89, 2009–10
- كأس الأبطال الفرنسي
  - البطل (4 مرات): 1961, 1985, 1997, 2000
  - الوصيف (3 مرات): 1960, 2017, 2018
- كأس الرابطة الفرنسية
  - البطل (مرة واحدة): 2002–03
  - الوصيف (3 مرات): 2000–01, 2016–17, 2017–18
- كأس فرنسا للهواة
  - البطل (3 مرات): 1960–61, 1963–64, 2007–08
- كأس تشارلز دراغو
  - البطل (مرة واحدة): 1961

### قارياً
- دوري أبطال أوروبا
  - الوصيف (مرة واحدة): 2003–04
  - نصف النهائي (3 مرات): 1993–94، 1997–98، 2016–17
- كأس الكؤوس الأوروبية
  - الوصيف (مرة واحدة): 1991–92
  - نصف النهائي (مرة واحدة): 1989–90
- الدوري الأوروبي
  - نصف النهائي (مرة واحدة): 1996–97
- كأس الألب
  - البطل (3 مرات): 1979, 1983, 1984
  - الوصيف (مرة واحدة): 1985

## أرقام وإحصائيات
| - جين لوك إيتوري: 755 - كلود بويل: 602 - جيان بيتيت: 428 - مانويل أموروز: 349 - كريستيان ديكلير: 334 - مارسيل ديب: 326 - فرانسوا لودو: 319 - لو سونور: 315 - ميشيل هيدالغو: 304 - أرماند فورشيريو: 303 | - يليو أونيس: 223 - لوسيان كوسو: 115 - كريستيان ديكلير: 89 - فيكتور إكبيبا: 77 - جيان بيتيت: 76 - يفون دويس: 74 - يوري دجوركاييف: 68 - شعباني نوندا: 67 - سوني أنديرسون: 67 - جورج ويا: 66 |

## وصلات خارجية
- الموقع الرسمي للنادي
- صفحة النادي في موقع كورة